# Aichryson bituminosum
Aichryson bituminosum är en fetbladsväxtart som beskrevs av Bañares. Aichryson bituminosum ingår i släktet Aichryson och familjen fetbladsväxter. Inga underarter finns listade i Catalogue of Life.